# Gun Hellestig
Gun Elisabeth Hellestig, gift Engfors, född 9 september 1954, är en svensk före detta fotbollsmålvakt. Hon spelade 6 A-landskamper för Sverige. På klubbnivå representerade hon Hammarby IF.
Hellestig stod i mål i det allra första svenska damlandslaget i fotboll, som spelade 0–0 mot Finland på Åland den 25 augusti 1973.